# Kaninlandet

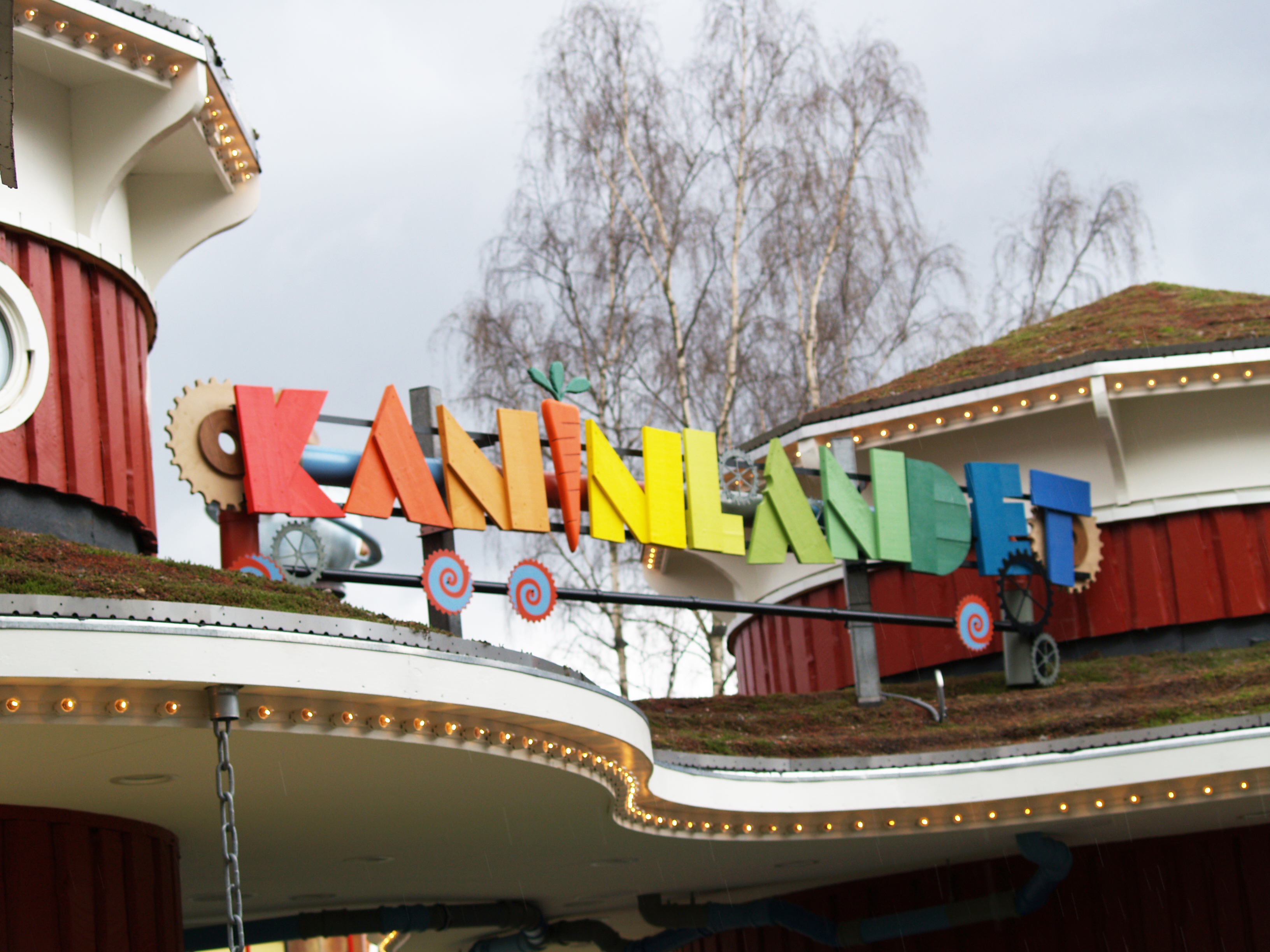
Skylt på taket till Kaninlandets västra entré.

Kaninlandet är ett barnområde i nöjesparken Liseberg i Göteborg. Området invigdes i samband med Lisebergs säsongspremiär 27 april 2013 och var den största delen av ett ombyggnadsprojekt till Lisebergs 90-årsjubileum.
Området täcker en yta på 10 000 kvadratmeter och har byggts i det som tidigare kallades "Lisebergs barnområde". Kaninlandet har, förutom nya åkattraktioner, även fått nya butiker, restauranger, spel och lyckohjul, och det Kaninhuset har byggts om till en lekplats med namnet Bushållplatsen. Även Lilla scenen har byggts om och blivit Kvarnteatern.
Kaninlandet invigdes samtidigt som ett nytt kvarter på Storgatan och det nya "Västkustområdet". Den totala kostnaden för ombyggnadsprojektet beräknas till 195 miljoner svenska kronor, och var Lisebergs största satsning någonsin. Kvarteret Storgatan stod för 48 av dessa miljoner. Berg- och dalbanan Helix som invigdes 2014 är numera den största investeringen, då den beräknas ha kostat närmare 240 miljoner kronor.

## Kaniner
Flera nya kaninkaraktärer har introduceras. I planeringen har man tagit hänsyn till genusfrågor och andra samhällsnormer då det gäller kaninfamiljen.
| ”                                 | Vi har tänkt en hel del. Kanina är en äventyrlig och rolig tjej, Julius Berg som kommer på jul har en annan färg, Herr Berg älskar att baka bullar. Och en av de viktigaste figurerna är Jenny Hjälm, en rullstolsburen kanin som uppfunnit alla nya åkattraktioner. Hon övervinner de utmaningar hon ställs inför | „ |
| – Andreas Andersen, Lisebergs VD, | |   |

## Åkattraktioner
Följande åkattraktioner kan hittas i Kaninlandet:
- Cyklonen - Åkattraktionen Cykelturen med nytt namn och utseende.
- Flygis - En ny åkattraktion med flygplan.
- Hissningen - Liten Fritt fall-attraktion.
- Hoppalång
- Högspänningen - Ett snurrande torn.[1]
- Kaninlandsbanan[1] - En cykelmonorail några meter upp i luften där de åkande själva trampar runt en vagn längs en bana som ringlar sig runt i Kaninlandet.
- Stampbanan - En liten berg- och dalbana.
- Tuta & kör - Radiobilar för de yngsta barnen.

Attraktionen Ponnykarusellen har flyttades, Kaffekoppen och Morotsresan uppdaterades och Små grodorna, Flygkarusellen och Trummeliten har togs bort. Den gamla Farfars bil byttes ut mot en helt ny som är placerad strax utanför Kaninlandet. Även Knatterally togs bort, men ersattes av Tuta & kör.

## Restauranger
Kaninlandet har fått en Max-restaurang, restaurangen Plättlagat som säljer plättar och Mackasinet som säljer smörgåsar.